# السعودية في كأس الخليج العربي 2010
تعرضُ هذه المقالة مُشاركة المنتخب السّعُوديّ في كأس الخليج العربي 2010، التي عُقِدَت في اليمن بين 
22 نوفمبر و5 ديسمبر من عام 2010.
في هذه النُّسخة، خرج المُنتخب السّعُودي من نهائي المُسابقة، بعد أن خسِر في هذه المُباراة بـ1-0.

## مرحلة المجموعات

### المجموعة
| فريق     | لعب | ف | ت | خ | له | عليه | ف.أ | نقاط |
| -------- | --- | - | - | - | -- | ---- | --- | ---- |
| الكويت   | 3   | 2 | 1 | 0 | 4  | 0    | +4  | 7    |
| السعودية | 3   | 1 | 2 | 0 | 5  | 1    | +4  | 5    |
| قطر      | 3   | 1 | 1 | 1 | 3  | 3    | 0   | 4    |
| اليمن    | 3   | 0 | 0 | 3 | 1  | 9    | −8  | 0    |

### المُباريات

#### السعودية ضد اليمن
| اليمن | 0–4   | السعودية                                                   |
| ----- | ----- | ---------------------------------------------------------- |
|       | تقرير | المولد 4' · الشلهوب 58' · عسيري 72' (ركلة.) · السعيد 90+2' |

#### السعودية ضد الكويت
| السعودية | 0–0   | الكويت |
| -------- | ----- | ------ |
|          | تقرير |        |

#### السعودية ضد قطر
| قطر        | 1–1   | السعودية             |
| ---------- | ----- | -------------------- |
| الغانم 84' | تقرير | شامي زاهر 89' (ه.ذ.) |

## مرحلة خُروج المغلُوب

### نصف النهائي

#### السعودية ضد الإمارات العربية المتحدة
| الإمارات العربية المتحدة | 0–1   | السعودية |
| ------------------------ | ----- | -------- |
|                          | تقرير | عباس 55' |

### النهائي

#### السعودية ضد الكويت
| الكويت  | 1–0 (ب.و.إ.) | السعودية |
| ------- | ------------ | -------- |
| علي 93' | تقرير        |          |

## مُسجّلي الأهداف

### الأهداف المُسجّلة
سجّل لاعبي المُنتخب السّعُودي ستة أهداف ضد الخُصُوم، وكانت هذه الأهداف عن طريق:
- أسامة المولد، محمد الشلهوب، مهند عسيري، مشعل السعيد (ضد المُنتخب اليمني)
- شامي زاهر (ه.ذ.) (ضد المُنتخب القطري)
- أحمد عباس (ضد المُنتخب الإماراتي)

### الأهداف المُستقبلة
استقبَلَ المُنتخب السّعُودي هدفين من الخُصُوم، وكانت هذه الأهداف عن طريق:
- إبراهيم الغانم (من المُنتخب القطري)
- وليد علي (من المُنتخب الكويتي)

## مَرَاجِع
1. ↑  كأس الخليج 2010 في اليمن نسخة محفوظة 16 أغسطس 2016 على موقع واي باك مشين.